# Bendo (Pagu)
Bendo is een bestuurslaag in het regentschap Kediri van de provincie Oost-Java, Indonesië. Bendo telt 739 inwoners (volkstelling 2010).